# Vojislav Ilić
Vojislav Ilić (Војислав Илић), född 14 april 1861 i Belgrad, död där 21 januari 1894, var en serbisk skald. 
Ilić debuterade 1881 med lyriska dikter, som fick stort erkännande för den utmärkta versifikationen. Han bröt med den gamla falska "romantiken" och med den chauvinistiska svulsten, förenade en sant nationell ton med klassisk bildning och modern världsuppfattning. Hans vemodiga reflexionslyrik med stämningsfulla landskapsbilder gjorde honom mycket populär och fick stort inflytande på den yngre generationen. 
Ilićs förnämsta dikt Ribar (Fiskaren), ett lyriskt epos i dialogform om dualismen mellan kärlek och hat samt den slutliga världsförsoningen, röjer påverkan av Johann Wolfgang von Goethes "Faust" och Michail Lermontovs "Demonen". I åtskilliga dikter upptog Ilić med framgång klassiska versslag (bland annat hexameter). Hans dikter, Pesme, utkom 1887, 1889 och 1907 i samlad upplaga, utgiven av litteraturföreningen Srpska književna zadruga, med inledning och bibliografi av Jovan Skrlić.